# Stanislaus Sittenfeld
Stanislaus Sittenfeld (11 de juliol de 1865 – 15 de juny de 1902) fou un jugador d'escacs jueu nascut a Polònia (llavors territori de l'Imperi Rus), i posteriorment nacionalitzat francès.

## Biografia
Sittenfeld, després de fer l'educació secundària a la seva ciutat natal de Piotrków, va marxar a estudiar a Alemanya i a França. Es va establir a Paris el 1884, i allà va participar del rellevant ambient escaquístic de la ciutat, essent un dels jugadors habituals al Café de la Régence, i participant en molts dels torneigs que s'hi celebraren. Per exemple, fou tercer a les edicions dels anys 1890 i 1892 (ambdós torneigs guanyats per Alphonse Goetz).

## Resultats destacats en competició
A París hi va jugar també diversos matxs, especialment contra d'altres jugadors també emigrats de terres poloneses, com Jean Taubenhaus, Samuel Rosenthal, o Dawid Janowski. El 1891, empatà un matx amb Jean Taubenhaus, i jugà posteriorment diversos matxs contra el futur aspirant al campionat del món Dawid Janowski. El 1891 el guanyà, el 1892, perdé, i hi empatà el 1893. El 1894 jugà un matx en consulta, fent duet amb Semion Alapín, contra Janowski i Jules Arnous de Rivière.
La segona meitat dels anys 90 del segle xix la va passar a l'Amèrica del Sud, principalment a Rio de Janeiro, on hi va promocionar els escacs. Amb el canvi de segle, va retornar a Europa, i seguí mantenint un alt nivell de joc. El 1901 fou segon al torneig del Café de la Régence i empatà als llocs 1r-2n amb el vienès Adolf Albin al quadrangular de Paris. Un any més tard va morir a Davos.